# Агнес Мартін
А́гнес Берніс Ма́ртін (англ. Agnes Martin; нар. 22 березня 1912 — пом. 16 грудня 2004) — канадсько-американська художниця. Творчість цієї художниці часто відносять до мінімалізму, сама Мартін вважала себе абстрактним експресіоністом. Вона була нагороджена Національною медаллю мистецтв від Національного фонду мистецтв у 1998 році. Вона була обрана до Королівської канадської академії мистецтв у 2004 році.

## Життєпис і творчість
Агнес Берніс Мартін народилася в 1912 році в сім'ї шотландських пресвітеріанських фермерів у Маккліні, Саскачеван, одна з чотирьох дітей. З 1919 року жила у Ванкувері.  У 1931 році переїхала до Сполучених Штатів, щоб допомогти своїй вагітній сестрі Мірабелл у Беллінгемі, штат Вашингтон. Вона віддала перевагу американській вищій освіті і стала американською громадянкою в 1950 році.
Мартін навчалася в освітньому коледжі Університету Західного Вашингтона в Беллінгемі, штат Вашингтон, перш ніж отримати ступінь бакалавра (1942 р.) в Педагогічному коледжі Колумбійського університету. Саме під час життя в Нью-Йорку Мартін зацікавилася сучасним мистецтвом і познайомилася з такими художниками, як Аршіл Горкі (1904—1948), Адольф Готліб (1903—1974) та Джоан Міро (1893—1983). Вона брала безліч студійних курсів у Педагогічному коледжі та почала серйозно думати про кар'єру художника.
У 1947 році вона відвідувала Літню польову школу Університету Нью-Мексико в Таосі, штат Нью-Мексико.
Мартін раптово покинула Нью-Йорк у 1967 році, зникнувши зі світу мистецтва, щоб жити на самоті. Після 18 місяців подорожей Канадою та західною частиною Сполучених Штатів Мартін оселився в Меса Порталес, поблизу Куби, Нью-Мексико (1968—1977).Вона орендувала майно площею 50 акрів і жила простим життям у глинобитному будинку, який вона побудувала для себе
Її впізнаванний стиль характеризується акцентом на лінії, сітки, полями тонкого кольору. Мінімалістський за формою, цей живопис відрізнявся по духу від творчості колег-мінімалістів, художниця відхилилася від інтелектуалізму у бік особистого і духовного.
Її живопис, інтерв'ю і статті часто відбивають інтерес до східної філософії, особливо до даосизму. Після 1967 в її творчості став домінувати духовний аспект, тому вона воліла, щоб її називали «абстрактним експресіоністом». Вона свідомо дистанціювала себе від суспільного життя, яке привертало увагу публіки до інших художників.

## Особисте життя
Будучи піонеркою свого часу, Мартін ніколи публічно не висловлювала свою сексуальність, але її описували як «приховану гомосексуалку». Біографія 2018 року «Агнес Мартін: піонерка, художниця, ікона» описує кілька романтичних стосунків між Мартін та іншими жінками, зокрема з дилеркою Бетті Парсонс.

## Художній стиль
Крім кількох автопортретів й акварельних пейзажів, ранні роботи А. Мартін включали біоморфні картини в приглушених тонах, виконані, у період з 1955 по 1957 рік, коли художниця отримала грант на роботу в Таосі. Однак вона щосили намагалася вишукувати і знищувати картини тих років, коли вона робила перші кроки в абстракцію.
Агнес Мартін хвалила Марка Ротко за те, що він «досяг нуля, щоб ніщо не могло стати на шляху до істини». Наслідуючи його приклад, А. Мартін також скорочувала свої роботи до найбільш редуктивних елементів, щоб стимулювати сприйняття досконалості та підкреслити трансцендентну реальність. Її фірмовий стиль визначався акцентом на лінії, сітки та поля надзвичайно тонких кольорів. Особливо в роки свого прориву на початку 1960-х років, вона створювала квадратні полотна розміром 6×6 футів, покриті щільними, дрібними та м'яко окресленими графітовими сітками. На виставці «Системний живопис» 1966 року в Музеї Соломона Р. Гуггенхайма сітки А. Мартін були відзначені як приклади мінімалістського мистецтва і висіли серед робіт таких художників, як Сол Левітт, Роберт Райман та Дональд Джадд. Будучи мінімалістськими за формою, ці картини, однак, сильно відрізнялися духом від картин інших її колег-мінімалістів, зберігаючи дрібні дефекти та безпомилкові сліди руки художника; вона уникала інтелектуалізму, надаючи перевагу особистому та духовному. Її живопис, інтерв'ю та статті часто відображають інтерес до східної філософії, особливо до даосизму. Після 1967 в її творчості став домінувати духовний аспект, тому вона воліла, щоб її називали «абстрактним експресіоністом».
До переїзду до Нью-Мексико Мартін працювала лише у чорному, білому та коричневому кольорах. Остання картина перед тим, як вона залишила свою кар'єру і залишила Нью-Йорк у 1967 році, «Труба», ознаменувала собою відхід у тому, що єдиний прямокутник перетворився на спільну сітку прямокутників. На цій картині прямокутники були намальовані олівцем поверх нерівномірних розмивів сірої напівпрозорої фарби. У1973 вона повернулася до творчості і випустила портфоліо з 30 сериграфій «В ясний день». Під час перебування в Таосі вона ввела у свої сітки світлі пастельні розмиви, кольори яких переливалися в світлі, що міняється. Пізніше А. Мартін зменшила масштаб своїх фірмових квадратних картин з 72×72 до 60×60 дюймів і перейшла до використання смуг небесного кольору. Іншим відступом стала зміна, якщо не вдосконалення, структури сітки, яку А. Мартін використала з кінця 1950-х років. Наприклад, у картині «Без назви № 4» (1994) можна побачити ніжні смуги лінії олівця і первинні колірні розмивання розведеної акрилової фарби, змішаної з ґрунтом. Лінії, які охоплювали цю картину, не були виміряні лінійкою, а швидше інтуїтивно відзначені художницею. У 1990-ті роки симетрія часто поступалася місцем різній ширині горизонтальних смуг.